# Горошків
Горо́шків — село в Україні, у Тетіївській міській громаді Білоцерківського району Київської області. Розташоване за 23 км на південний схід від міста Тетіїв. На околиці села знаходиться зупинний пункт Горошків. Населення становить 622 особи (станом на 1 липня 2021 р.).

## Історія
Горошків відомий з XVIII ст. До середньовіччя існувало язичницьке містечко Горох, що було зруйноване і спалене, але про нього мало відомо. Звідси і назва села.
У селі є середня школа, будинок культури, бібліотека, дитячий садок, амбулаторія, церква.

## Відомі люди
- Лаврентій Похилевич (* 1816 — † 1893) — український краєзнавець.

## Галерея

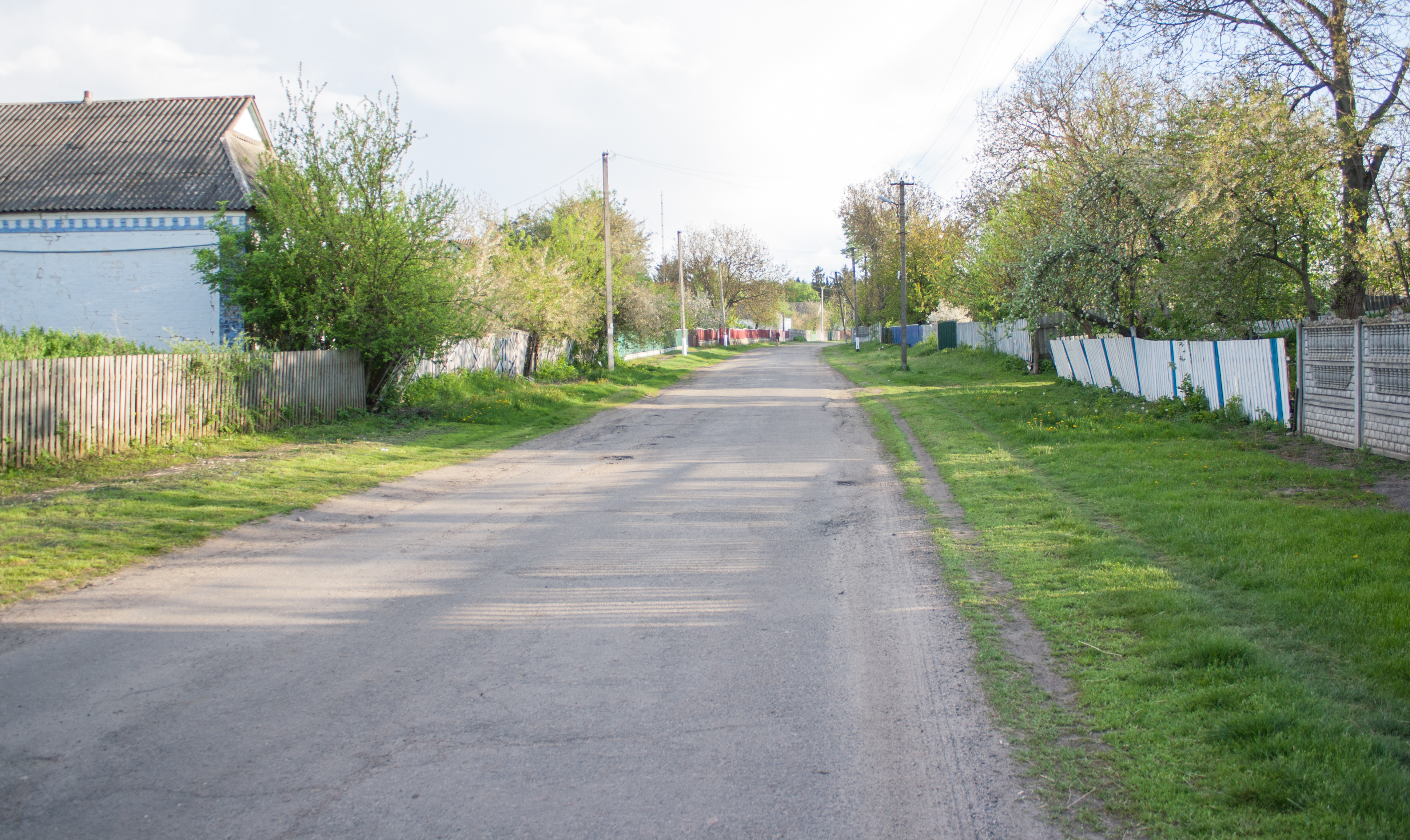
Вулиця Центральна
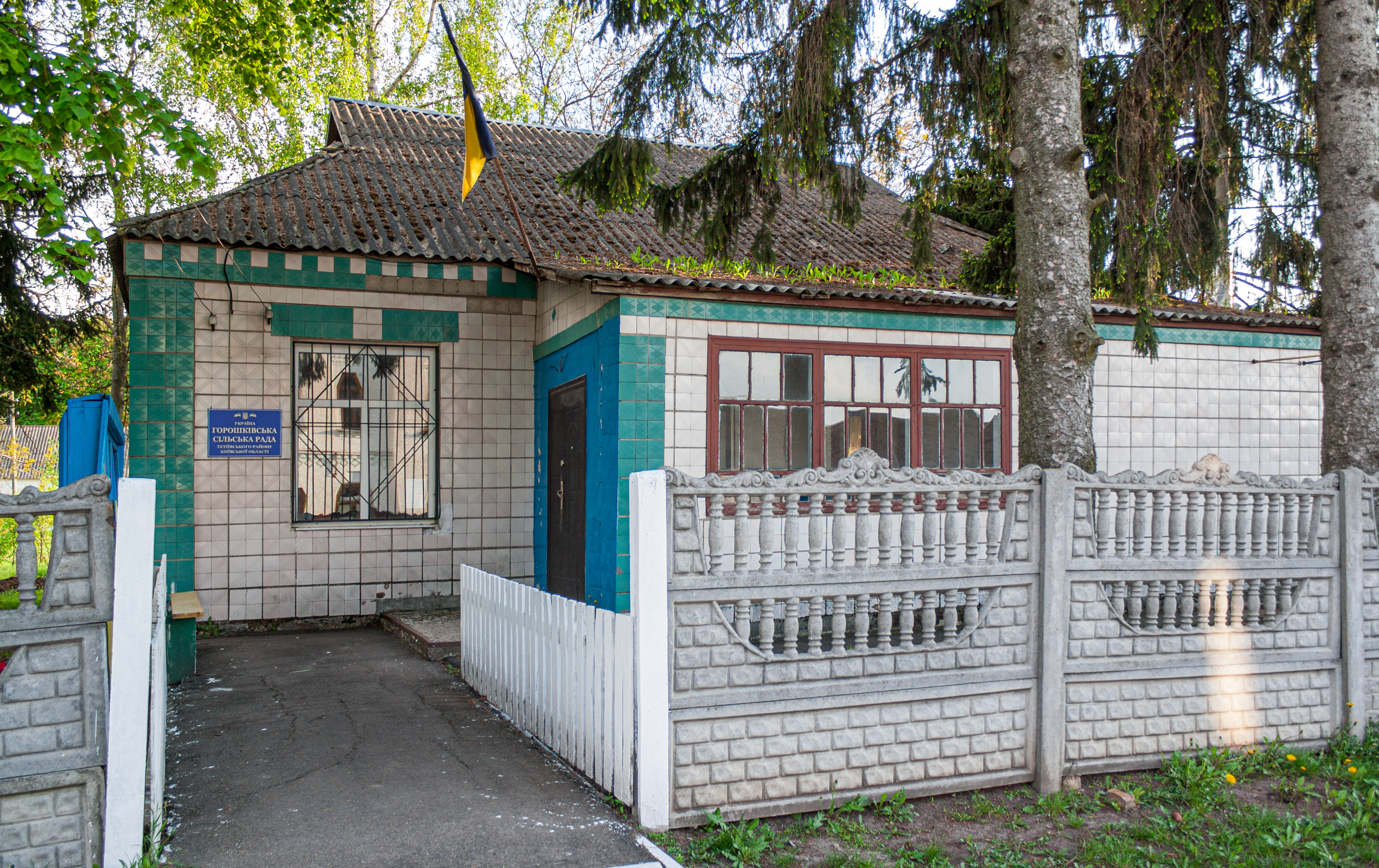
Сільрада
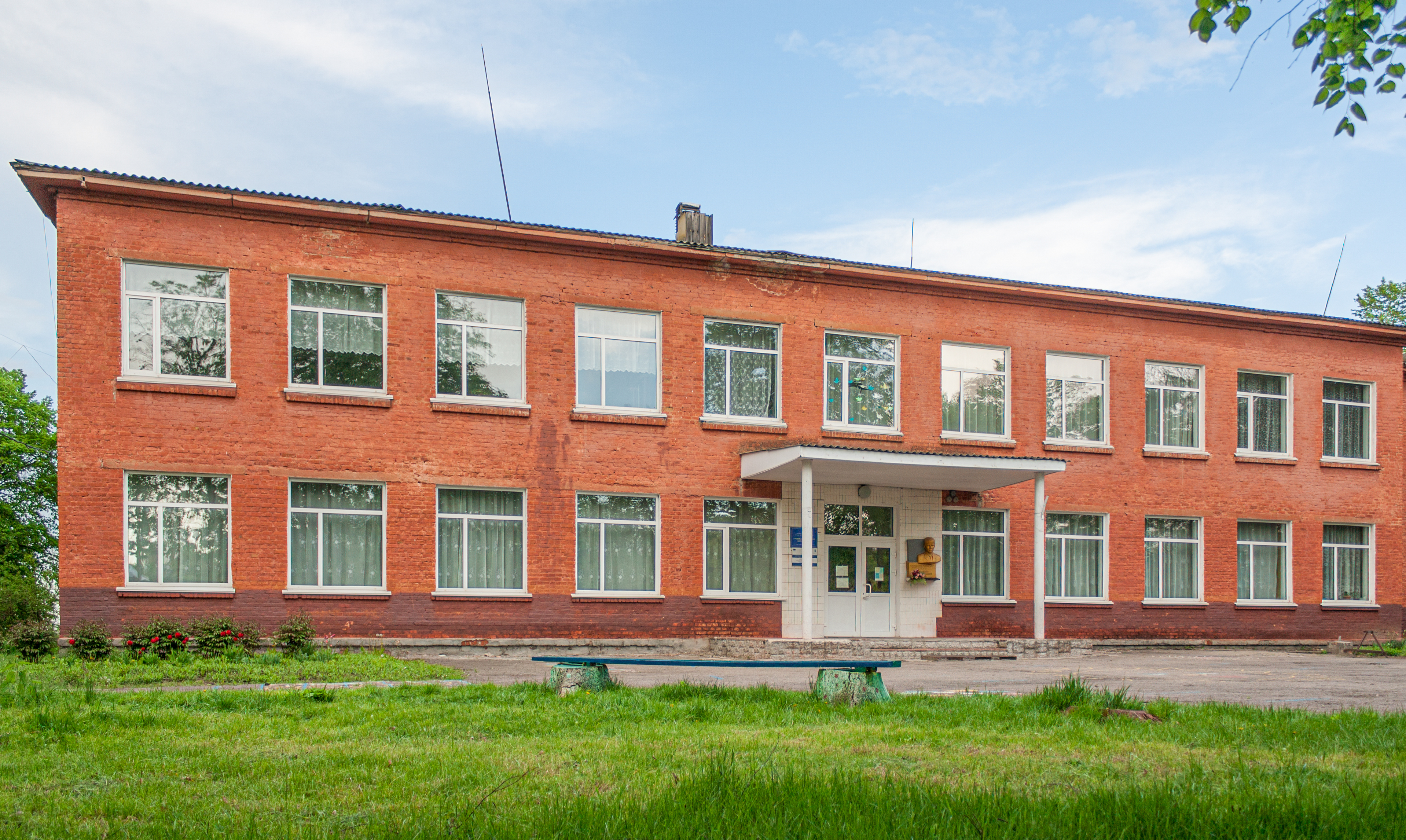
Школа
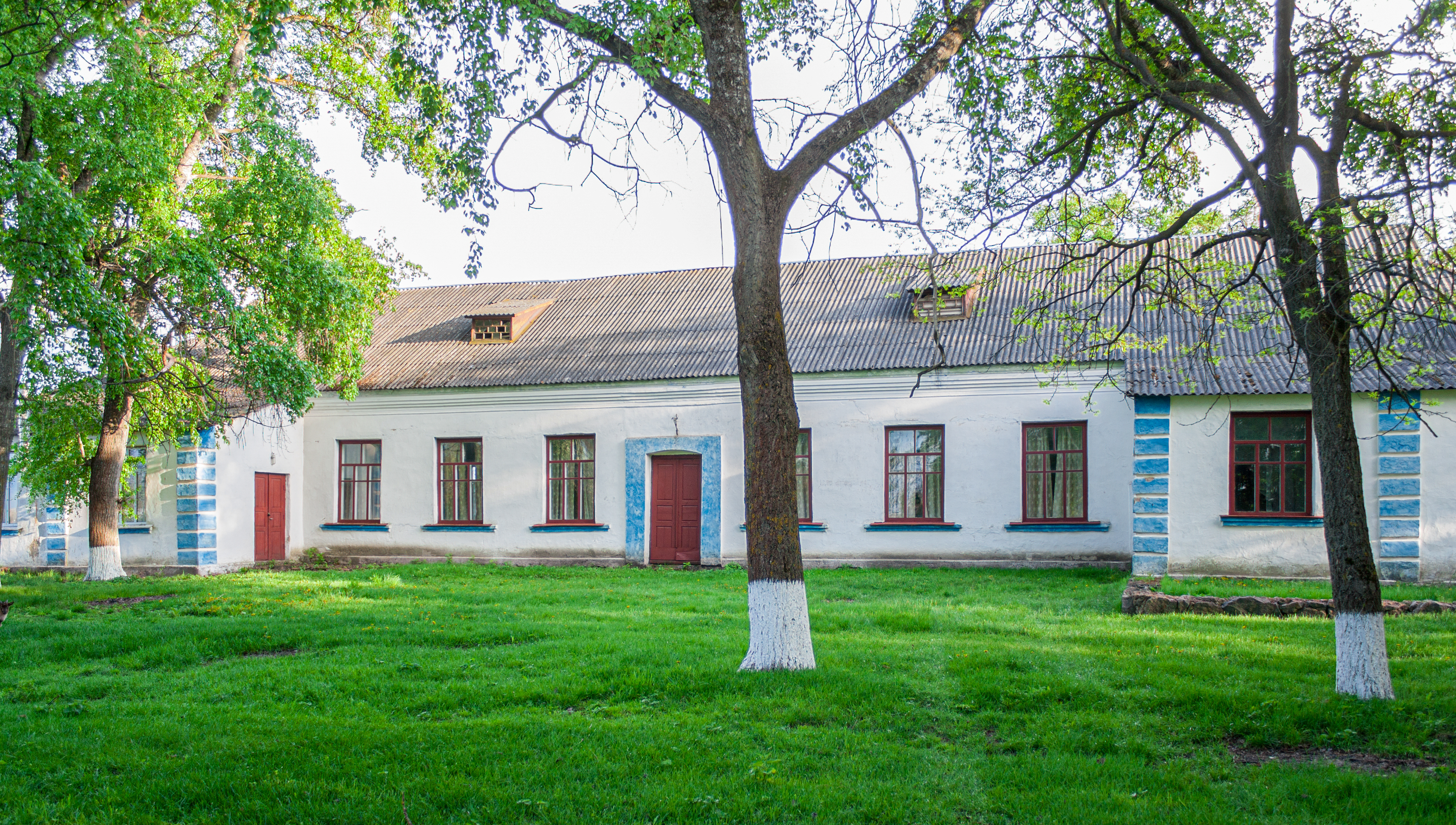
Будинок культури
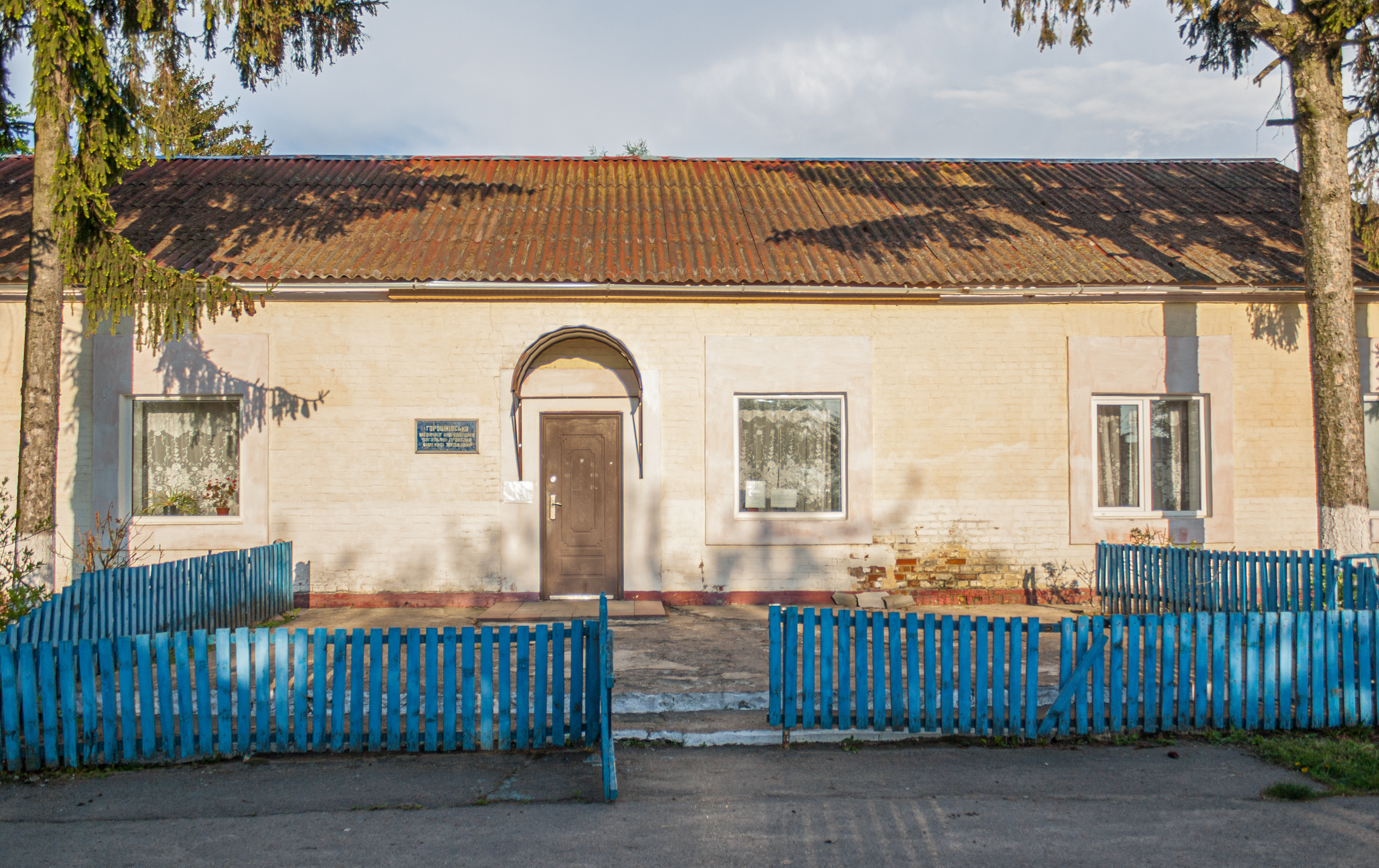
Амбулаторія
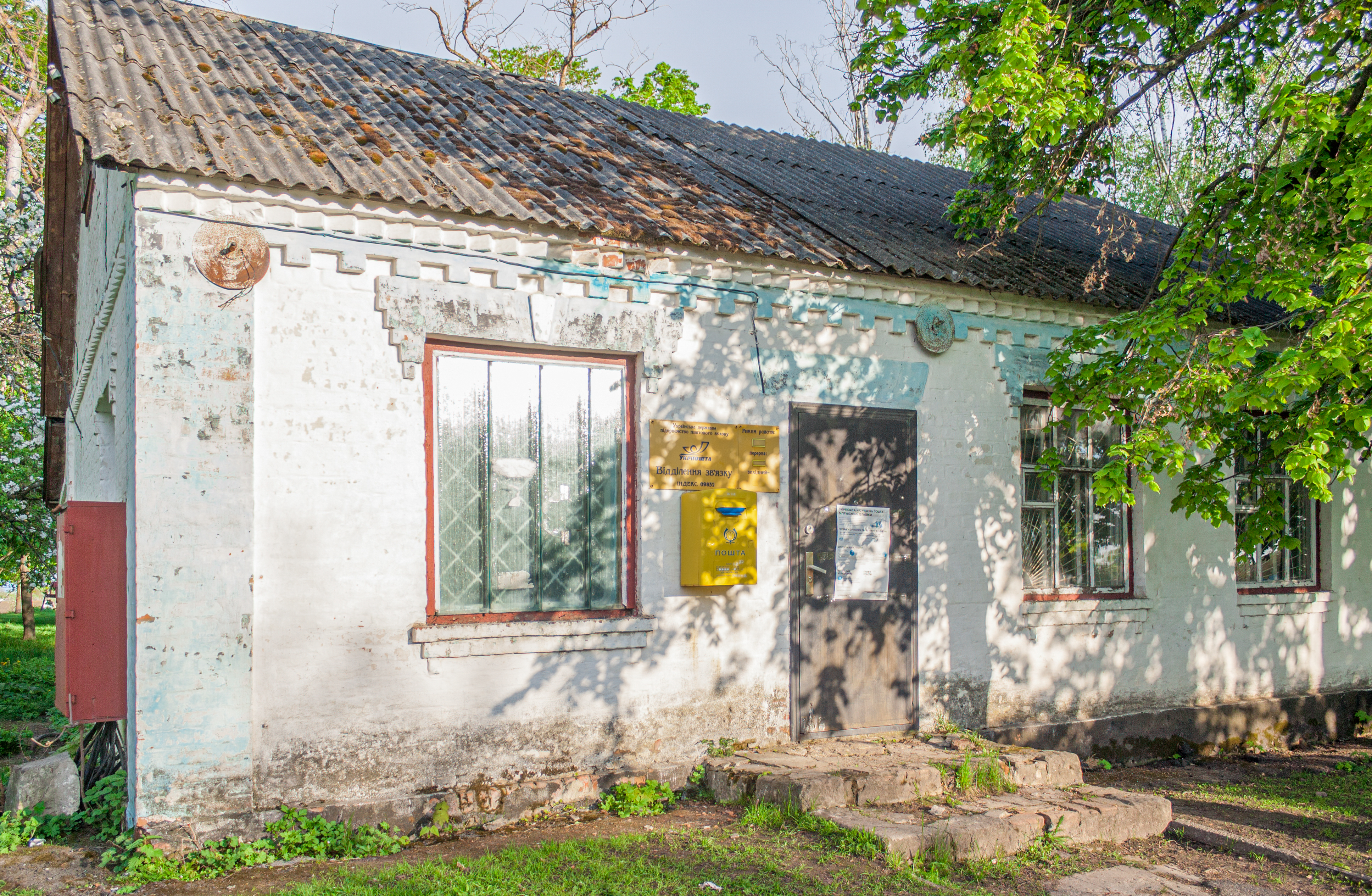
Пошта
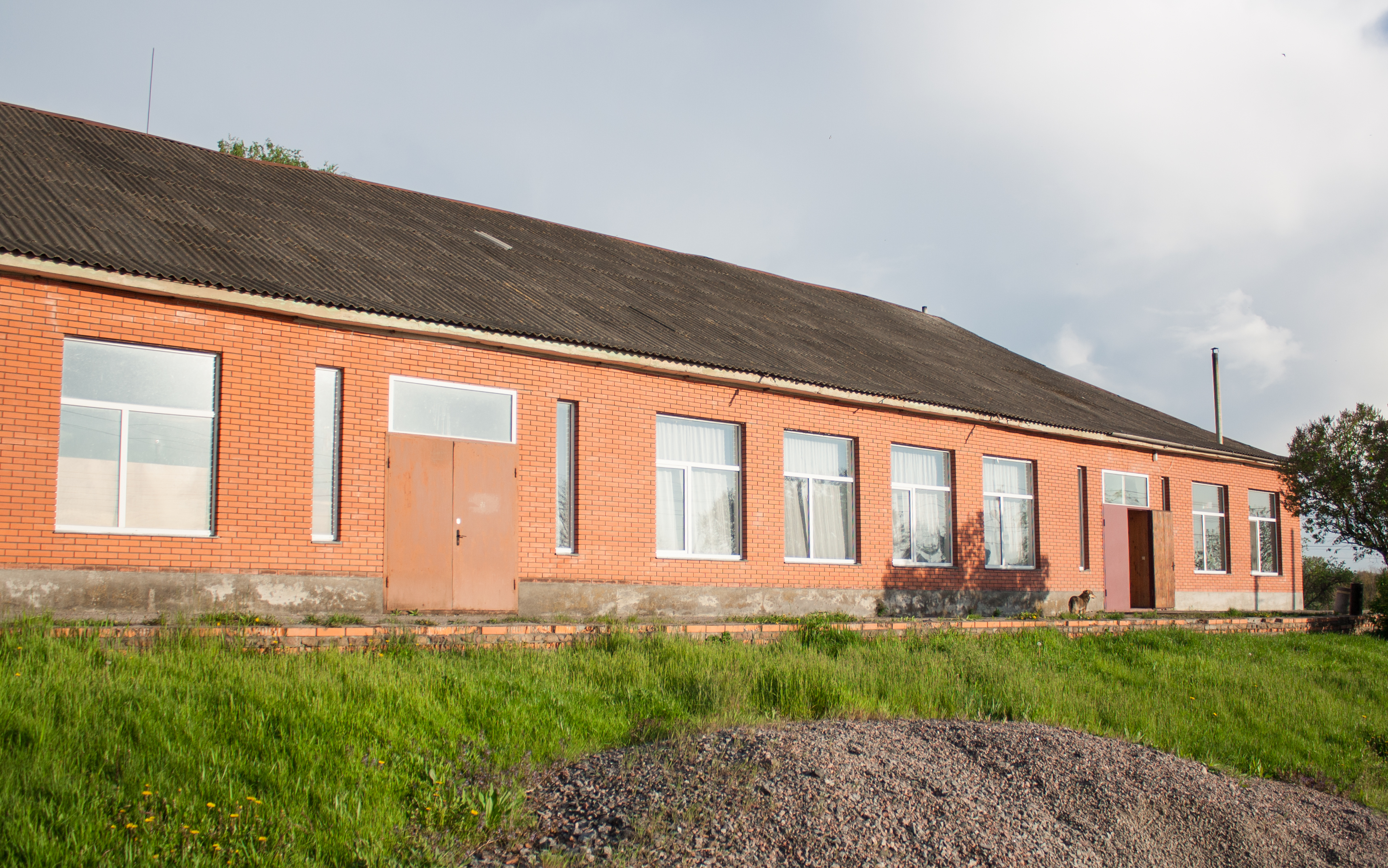
Магазин
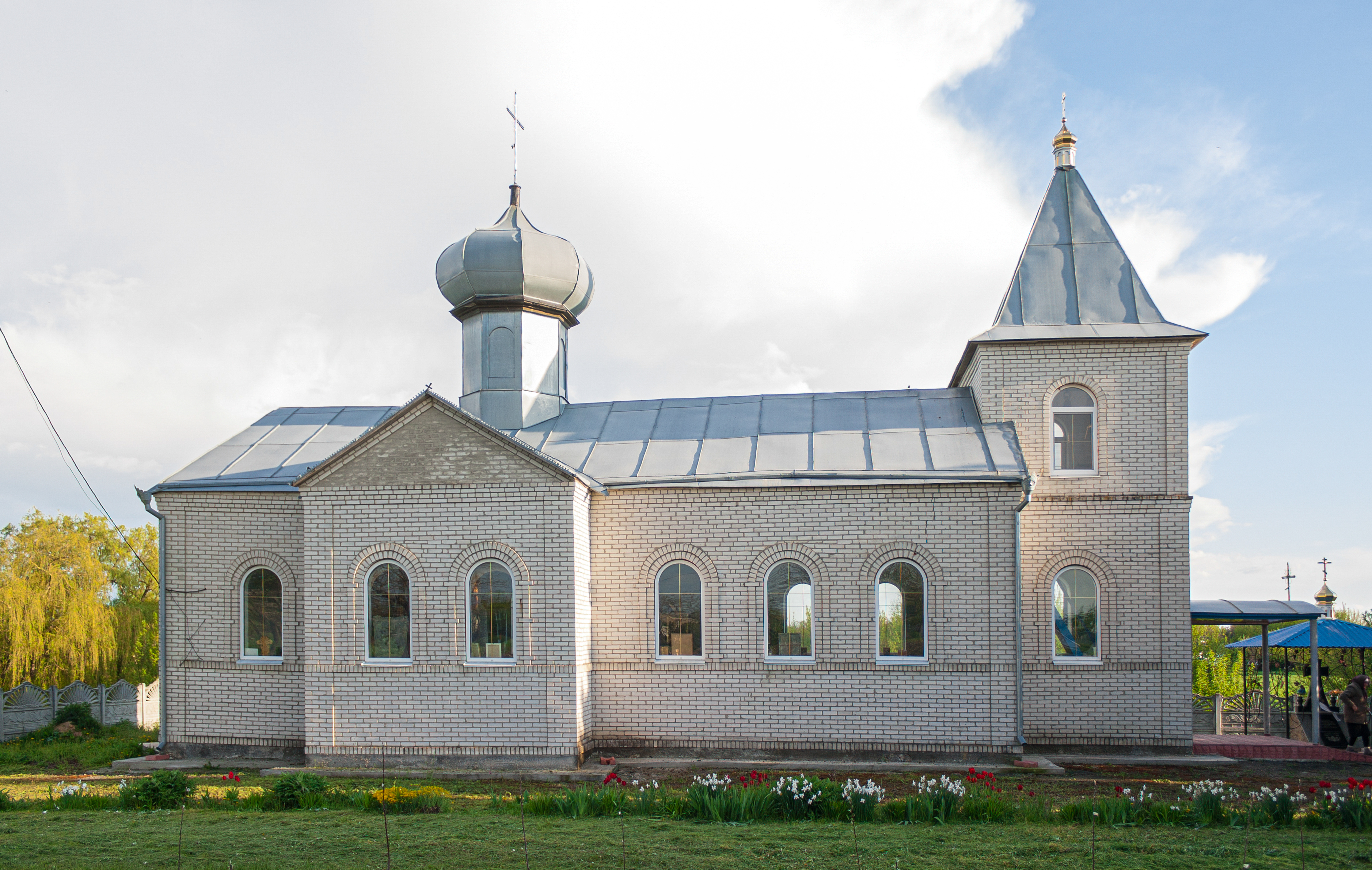
Церква
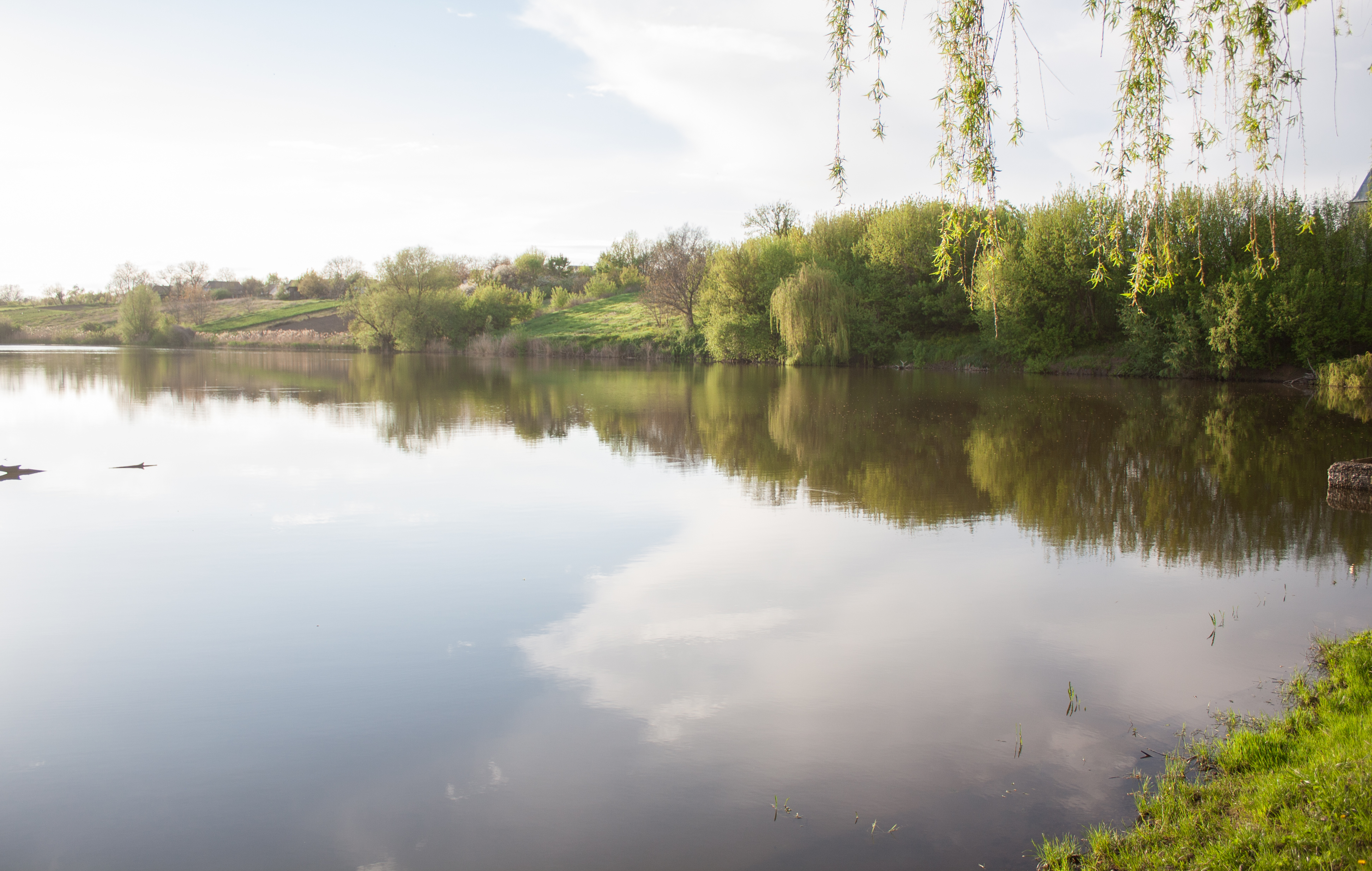
Ставок
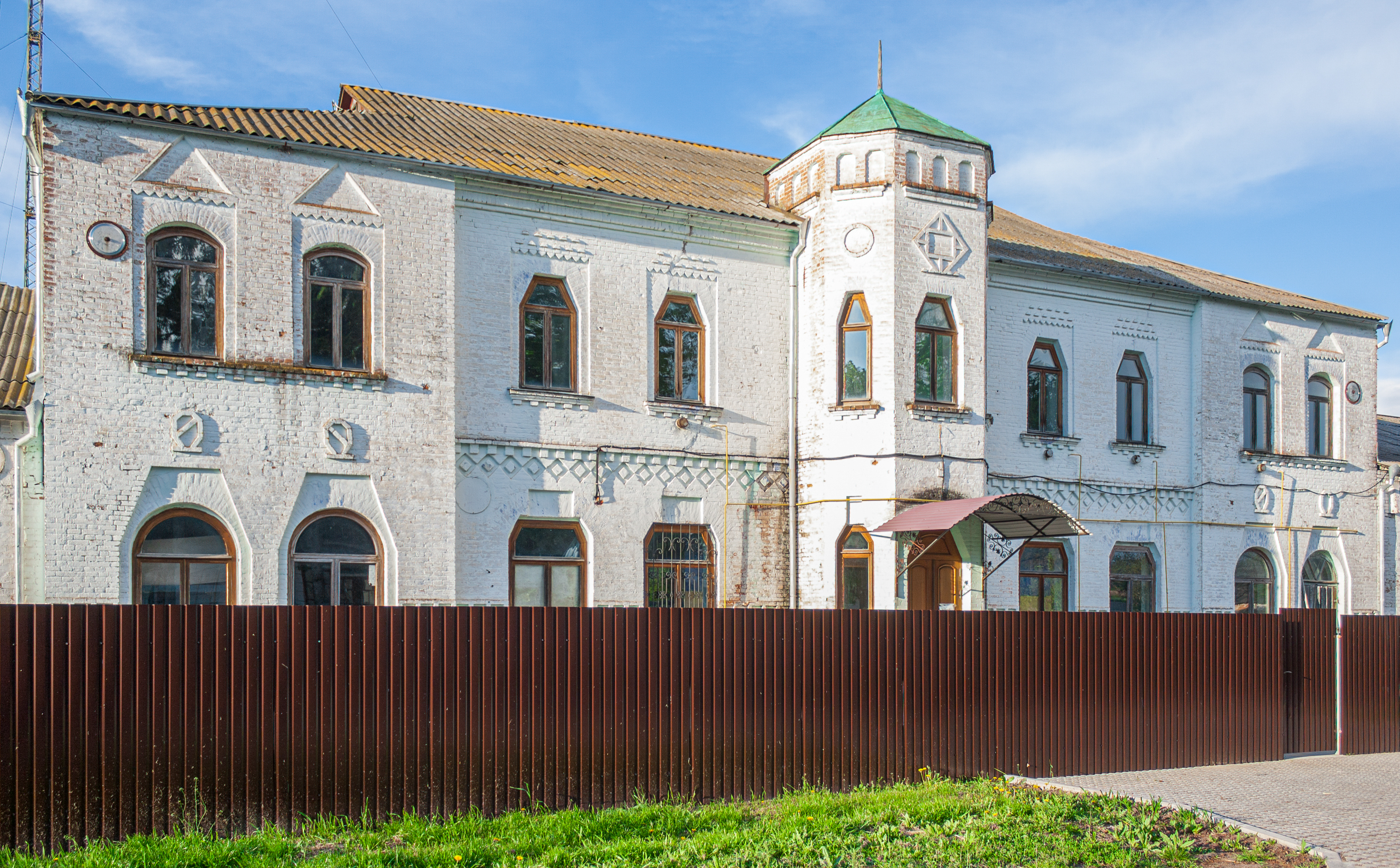
Земська школа (поч. XX ст.)
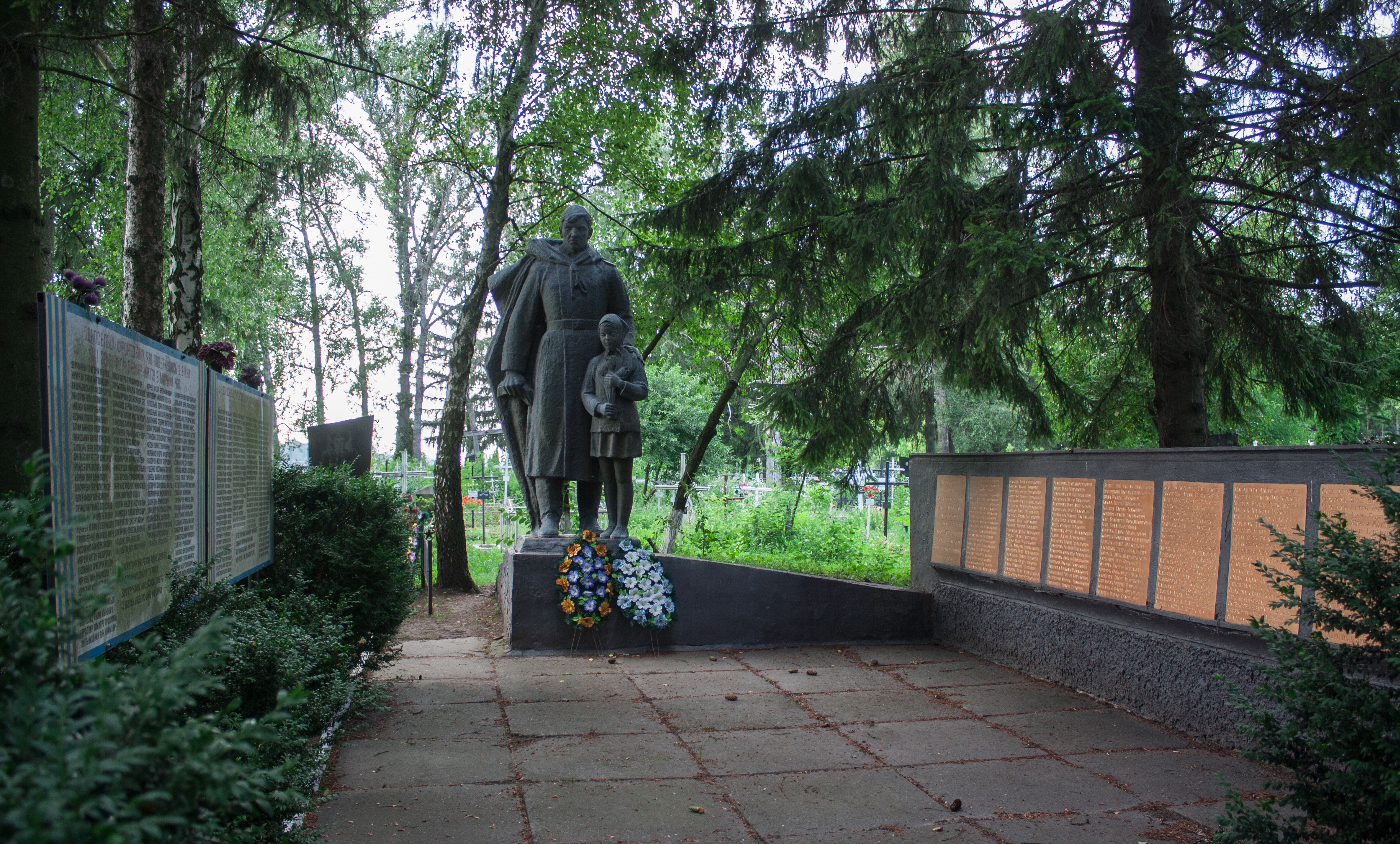
Пам'ятник воїнам-односельцям
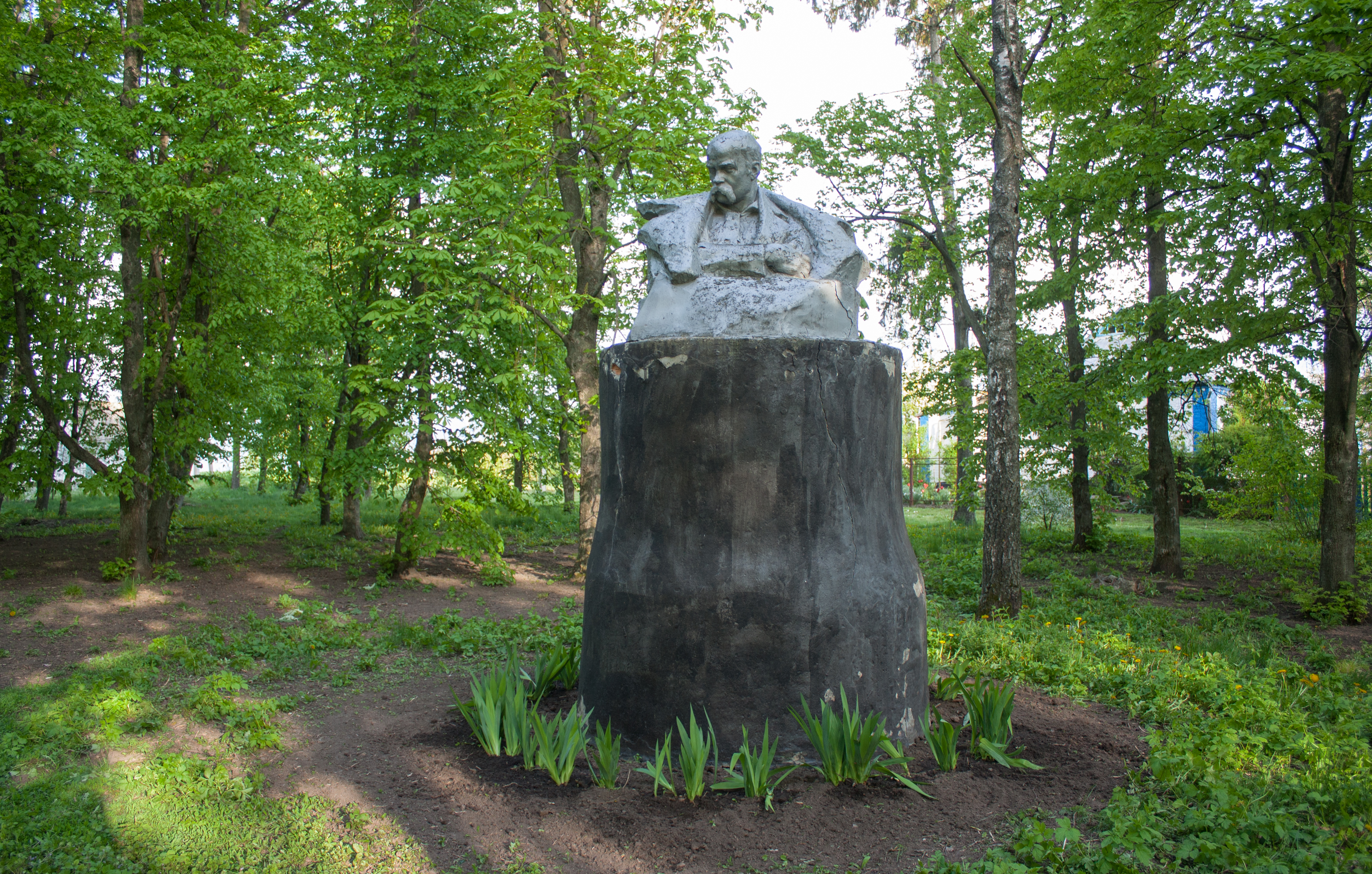
Пам'ятник Т. Шевченку